# Ревенко Андрій Пилипович
Андрій Пилипович Ревенко (* 1934) — статистик, доктор економічних наук, завідувач відділу статистики Інституту економіки та прогнозування НАН України.
Фахівець з порівняння статистичних метод, вживаних в СРСР і на Заході; співробітник Інституту економіки АН УРСР. Кілька років працював у Статистичному бюро Організації Об'єднаних Націй у Нью-Йорку, був представником України на ряді міжнародних статистичних конференцій.
Книги: «Сопоставление показателей промышленного производства СССР и США» (1966), «Промышленная статистика США» (1971) та ін.